# Степанівка (Кам'янець-Подільський район)
Степа́нівка — село в Україні, у Чемеровецькій селищній територіальній громаді Кам'янець-Подільського району Хмельницької області.

## Назва
Поселення названо на честь біскута Стефана Рунківського – «Стефанівкою». Історично зафіксовано у 1895 року назву «Стефанівка».

## Географія
Подільське село Степанівка розкинулось на південному заході України, за 35 кілометрів автодорогами від Кам’янця-Подільського. Через село протікає річка Батіжок, що впадає в Смотрич.

## Історія
Перша згадка про село 1716 рік. Поселення було заселено на землях села Черче, які належали кам’янецьким біскутим і названо на честь біскута Степана Рунківського. Частину Стефанівки цей біскут призначив на утримання біскутського приміщення в Кам’янці, частину на утримання костьола. В 1875 році біскутська частина поступила в казну і була продана пані Баранецькій, а землі костьола поступили в казну 1892 року і збереглись за костьолом. Баранецька продала свою частину пану Бернавському. Тому село довгий час було поділене на казену(державну) частину і поміщицьку. У кожній частині був свій староста, соцький.
Церква святої Параскеви збудована біля 1733 року, дерев’яна з трьома низькими верхами. В 1739 році крита соломою, в 1759 – ґонтою. Перебудована в 1842 році, залізний дах зроблено в 1871 році.
У 1862 році на території села Степанівка відкрита церковно-приходська школа, а з 1898 року для дівчат відкрита церковна школа грамоти.
Внаслідок поразки визвольних змагань на початку XX століття, село надовго окуповане російсько-більшовицькими загарбниками.
Радянська окупація принесла колективізацію та розкуркулення, мешканці села зазнали репресій. В багатьох частинах Поділля відбувались масові селянські повстання проти радянської влади.
Територія села з 1923 року увійшла  до складу Ляцкорунського  району, а 1928 року територію віднесено вже до Смотрицького району.
В 1932–1933 селяни села пережили сталінський голодомор.
В роки Великого терору 1936-1937 було вбито чимало осіб різних національностей і професій, багато людей було виселено як сім'ї «ворогів народу».
З 1991 року в складі незалежної України.
28 грудня 2006 року село було підключено до центральної магістралі газогону.
15 вересня 2016 року шляхом об'єднання сільських територіальних громад, село увійшло до складу Чемеровецької селищної громади, до цього органом місцевого самоврядування була Степанівська сільська рада.
20 травня 2017 року в селі проведено  вуличне освітлення.
До адміністративної реформи 19 липня 2020 року село належало до Чемеровецького району, після його ліквідації, увійшло до складу Кам'янець-Подільського району.
15 травня 2022 року релігійна громада храму Святої мучениці Параскеви села перейшла з Московського патріархату в Православну Церкву України.

## Населення
Населення становить 757 осіб станом на 2001 рік.

## Релігія
- Церква Святої мучениці Параскеви (ПЦУ)

## Природоохоронні території
Село лежить у межах національного природного парку «Подільські Товтри».

## Відомі люди
Уродженці
- Галина Гуменюк — українська науковиця, кандидат біологічних наук (1969), доктор сільськогосподарських наук (1996), професор (2006) Національного університету харчових технологій. Лавреатка Державної премії України в галузі науки і техніки (1985).

## Світлини

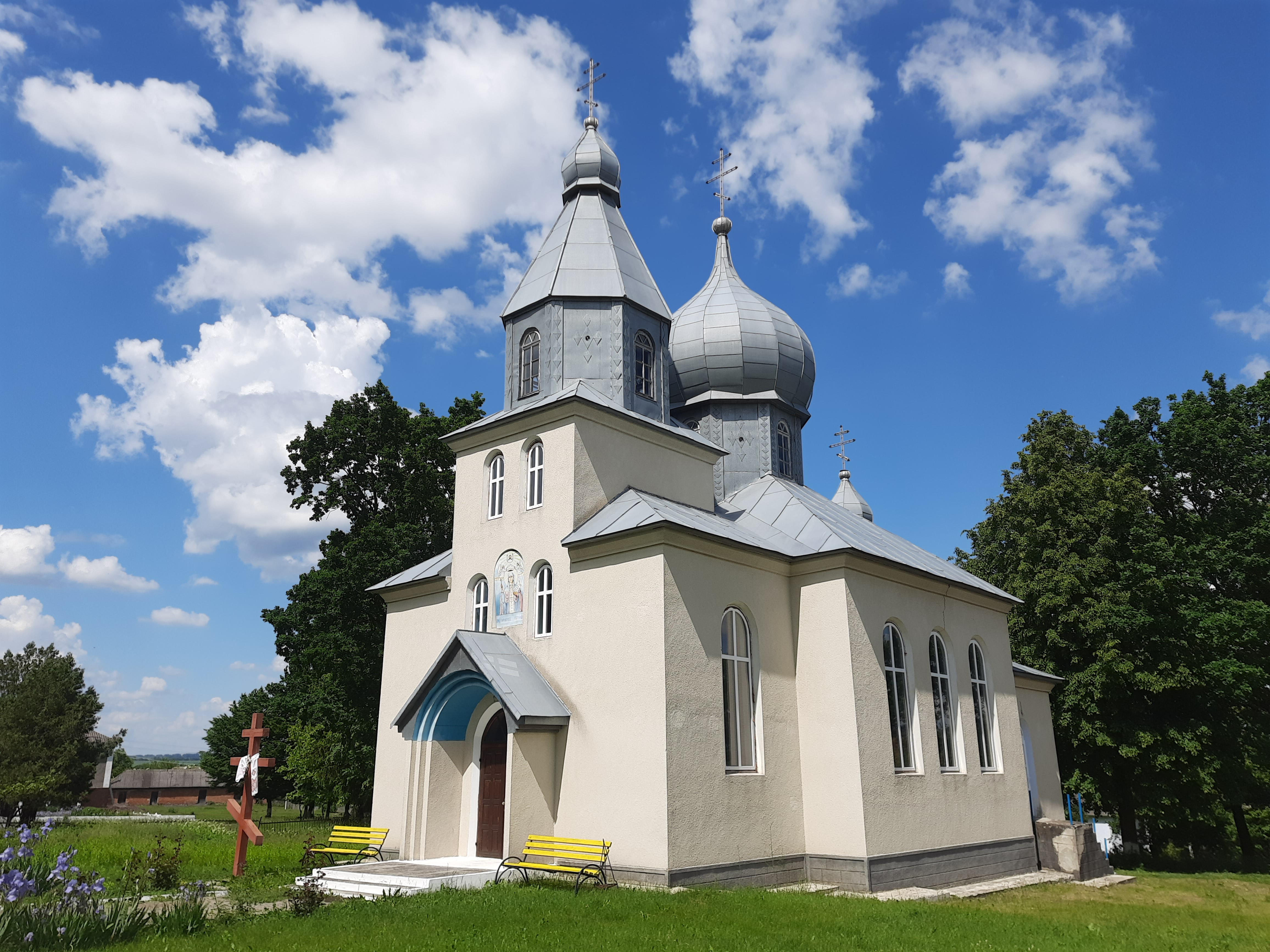
Церква Святої Мучениці Параскеви
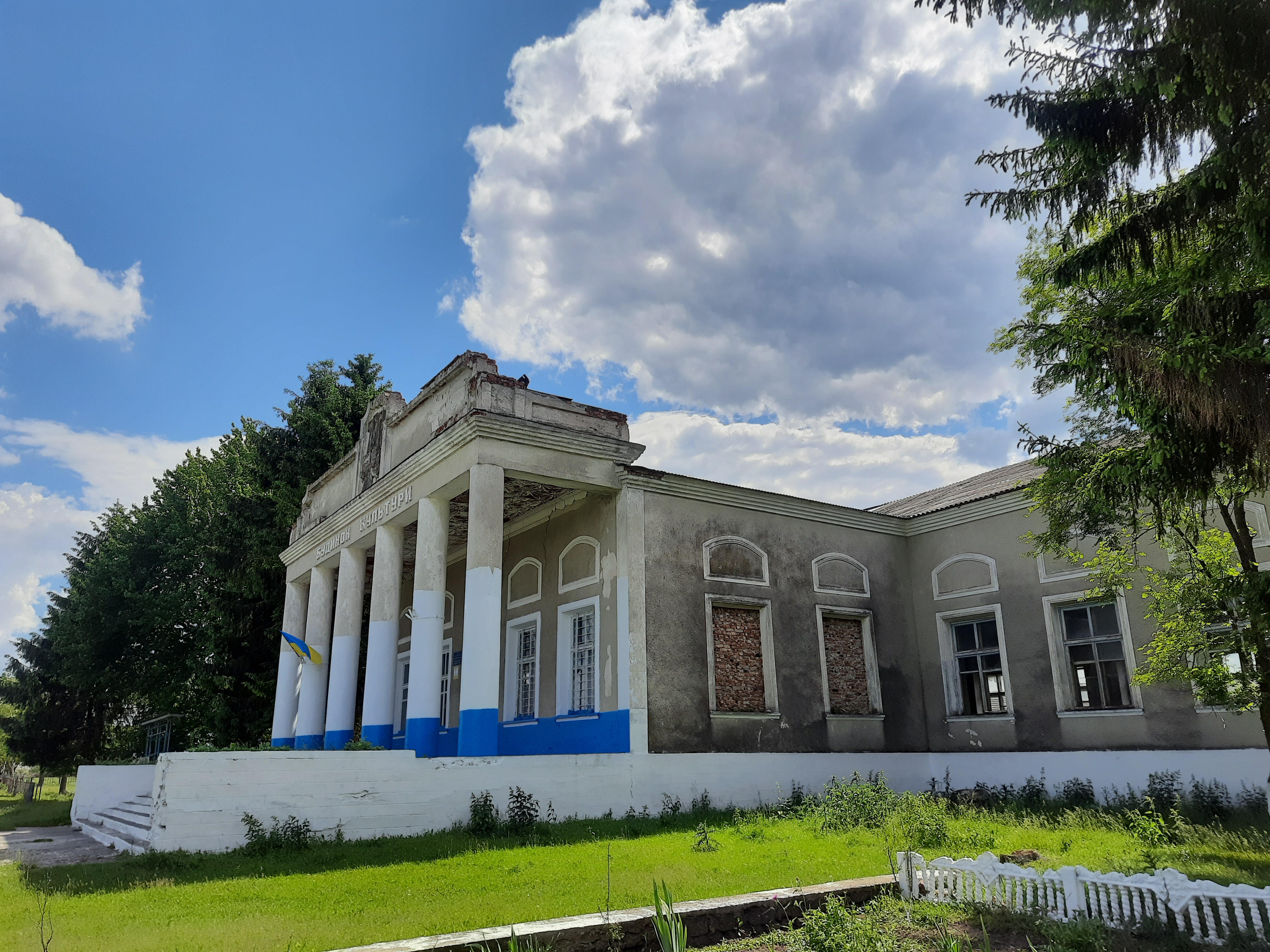
Будинок культури
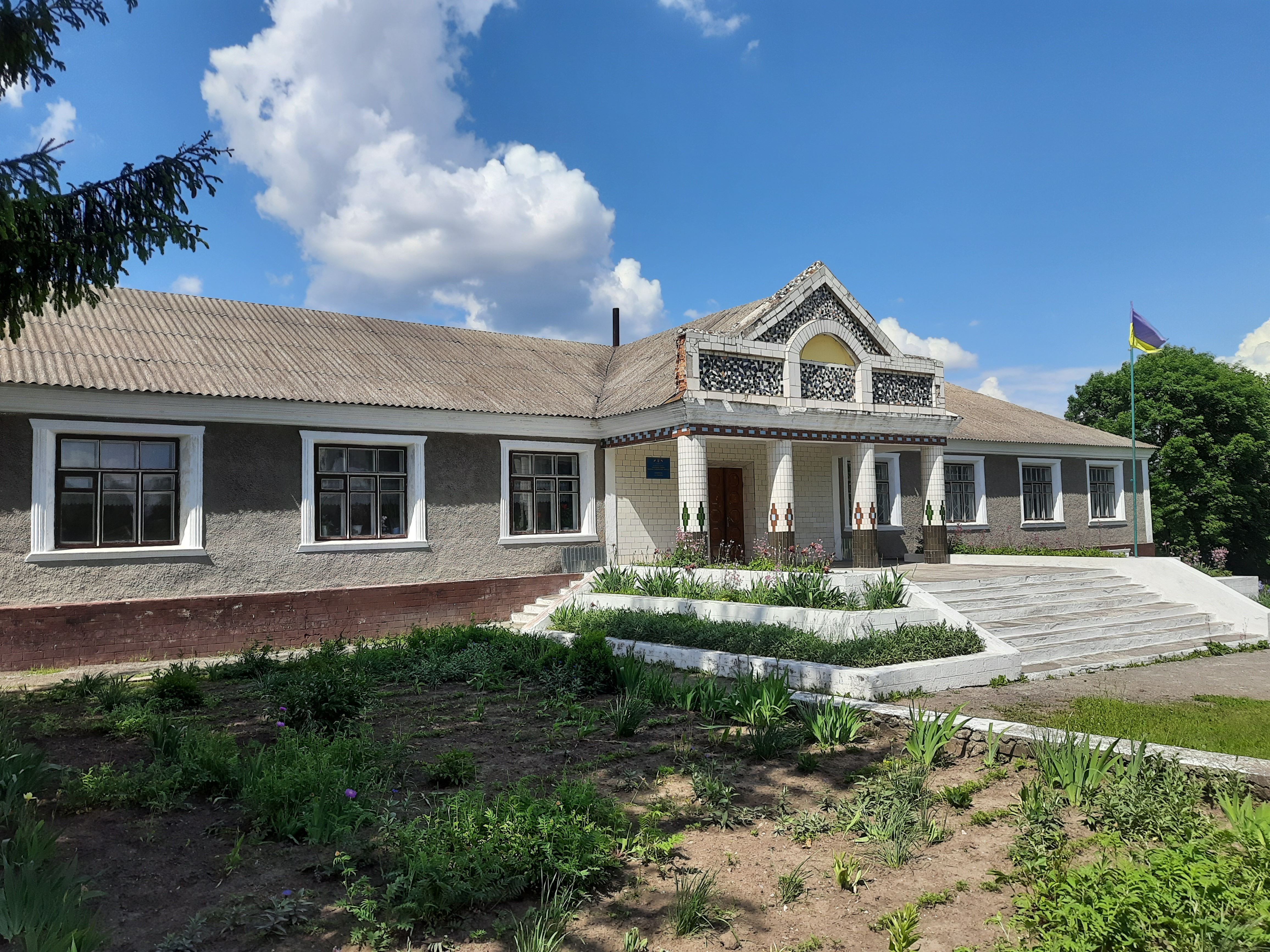
Старостат
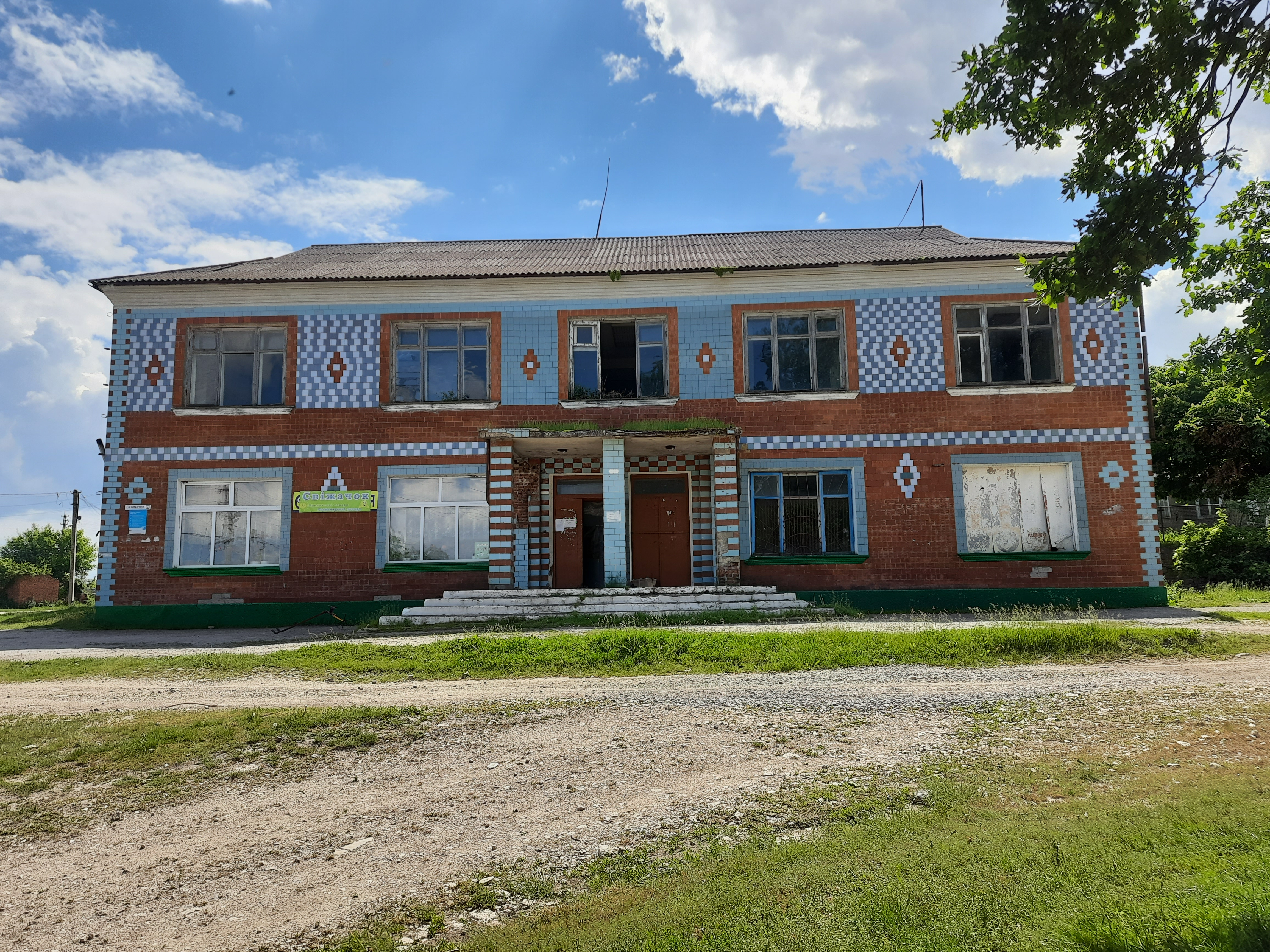
Крамниця
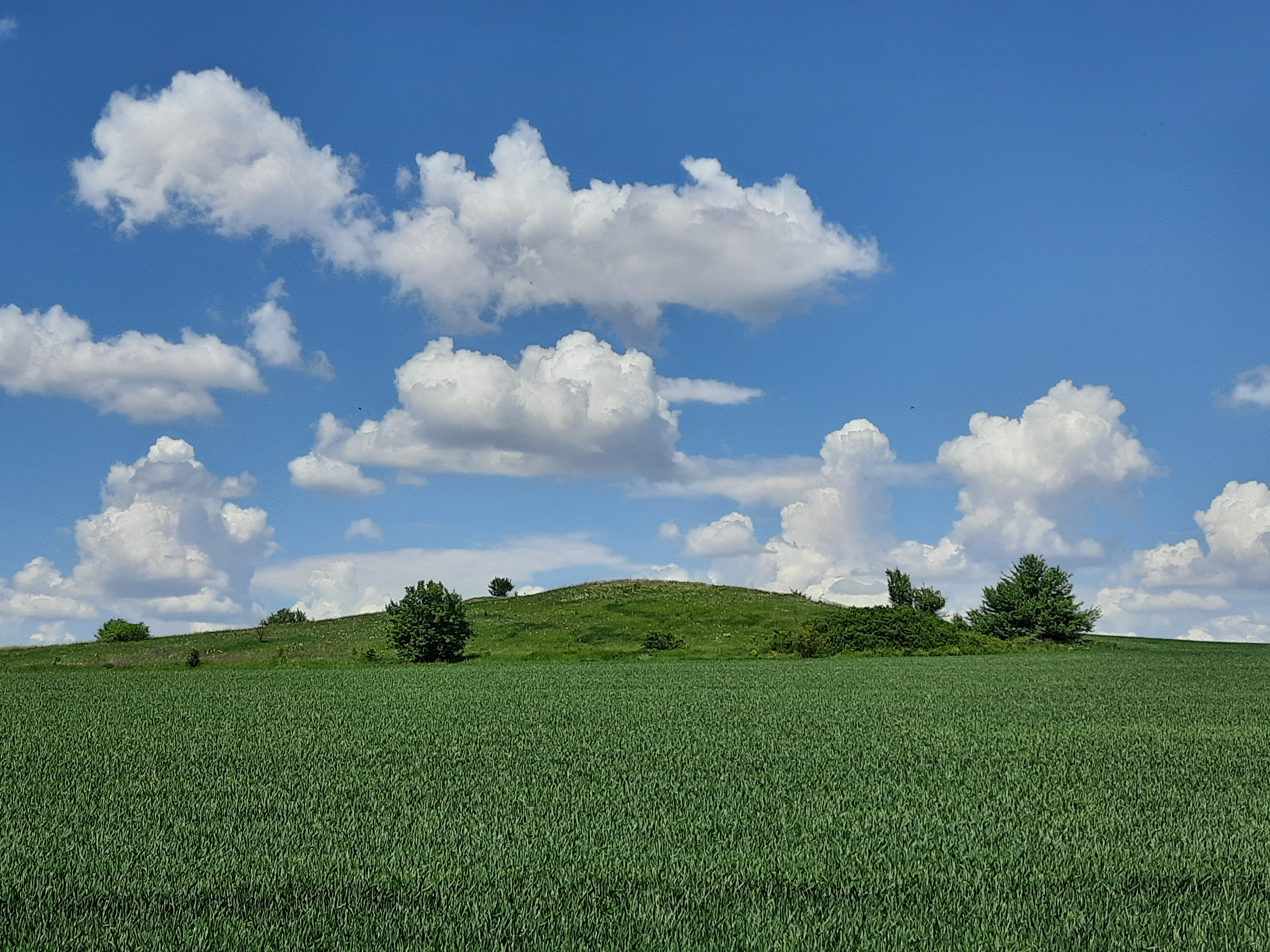
Краєвиди біля села